# Веслування на байдарках і каное на Європейських іграх 2023 — байдарки-одиночки, 500 метрів (жінки)
Змагання з веслування на байдарках-одиночках на дистанції 500 м серед жінок на Європейських іграх 2023 відбулися 23—24 червня 2023 року. Участь взяли 23 спортсмени з 23 країн.

## Призери
| Золото              | Срібло                   | Бронза                  |
| Емма Єргенсен Данія | Аліда Дора Ґажо Угорщина | Міліца Новакович Сербія |

## Розклад
| Заїзд      | Дата      | Час   |
| ---------- | --------- | ----- |
| Заїзд 1    | 23 червня | 10:28 |
| Заїзд 2    | 23 червня | 10:35 |
| Заїзд 3    | 23 червня | 10:42 |
| Півфінал 1 | 23 червня | 17:58 |
| Півфінал 2 | 23 червня | 18:05 |
| Фінал B    | 24 червня | 13:14 |
| Фінал A    | 24 червня | 13:39 |

## Результати

### Заїзди
Перші три човни виходять до фіналу, наступні найкращі дев'ять човнів - потрапляють до півфіналу, інші - завершують змагання. 
| Місце | Доріжка | Байдарочник            | Країна     | Час      | Примітки |
| ----- | ------- | ---------------------- | ---------- | -------- | -------- |
| 1     | 5       | Катаржина Колодзейчик  | Польща     | 1:55.815 | FA       |
| 2     | 4       | Жоана Васконселос      | Португалія | 1:56.991 | SF       |
| 3     | 6       | Анежка Палудова        | Чехія      | 1:58.221 | SF       |
| 4     | 8       | Франциска Відмер       | Швейцарія  | 1:59.745 | SF       |
| 5     | 7       | Хіляль Авчі            | Туреччина  | 2:00.028 | SF       |
| 6     | 3       | Марія Вірік            | Норвегія   | 2:01.295 | SF       |
| 7     | 2       | Дженніфер Іган-Сіммонс | Ірландія   | 2:05.032 | SF       |
| 8     | 1       | Камелія Мінка          | Румунія    | 2:10.316 | x        |

| Місце | Доріжка | Байдарочник       | Країна    | Час      | Примітки |
| ----- | ------- | ----------------- | --------- | -------- | -------- |
| 1     | 5       | Аліда Дора Ґажо   | Угорщина  | 1:54.073 | FA       |
| 2     | 3       | Міліца Новакович  | Сербія    | 1:55.103 | SF       |
| 3     | 4       | Пауліна Ягч       | Німеччина | 1:55.113 | SF       |
| 4     | 6       | Меліна Андерссон  | Швеція    | 1:55.473 | SF       |
| 5     | 2       | Ізабель Контрерас | Іспанія   | 1:57.360 | SF       |
| 6     | 1       | Мадара Алдіна     | Латвія    | 2:00.123 | SF       |
| 7     | 8       | Дарія Будуская    | Ізраїль   | 2:01.127 | SF       |
| 8     | 7       | Нетта Малінен     | Фінляндія | 2:02.524 | x        |

#### Заїзд 3[3]
| Місце | Доріжка | Байдарочник            | Країна   | Час      | Примітки |
| ----- | ------- | ---------------------- | -------- | -------- | -------- |
| 1     | 5       | Емма Єргенсен          | Данія    | 1:53.343 | FA       |
| 2     | 2       | Марія Повх             | Україна  | 1:54.246 | SF       |
| 3     | 6       | Аннамарія Говорчинович | Хорватія | 1:54.680 | SF       |
| 4     | 7       | Агата Фантіні          | Італія   | 1:57.530 | SF       |
| 5     | 8       | Александра Міхалашвілі | Болгарія | 1:58.123 | SF       |
| 6     | 3       | Ваніна Паолетті        | Франція  | 1:59.283 | SF       |
| 7     | 4       | Шпела Янич             | Словенія | 1:59.340 | SF       |

### Півфінали
| Місце | Доріжка | Байдарочник      | Країна    | Час      | Примітки |
| ----- | ------- | ---------------- | --------- | -------- | -------- |
| 1     | 7       | Меліна Андерссон | Швеція    | 1:53.520 | FA       |
| 2     | 4       | Пауліна Ягч      | Німеччина | 1:53.804 | FA       |
| 3     | 6       | Анежка Палудова  | Чехія     | 1:54.261 | FA       |
| 4     | 5       | Марія Повх       | Україна   | 1:54.821 | FB       |
| 5     | 3       | Агата Фантіні    | Італія    | 1:55.847 | FB       |
| 6     | 1       | Шпела Янич       | Словенія  | 1:56.399 | FB       |
| 7     | 2       | Хіляль Авчі      | Туреччина | 1:58.391 | FB       |
| 8     | 9       | Марія Вірік      | Норвегія  | 1:59.319 | FB       |
| 9     | 8       | Мадара Алдіна    | Латвія    | 1:59.671 | x        |

| Місце | Доріжка | Байдарочник            | Країна     | Час      | Примітки |
| ----- | ------- | ---------------------- | ---------- | -------- | -------- |
| 1     | 6       | Аннамарія Говорчинович | Хорватія   | 1:53.051 | FA       |
| 2     | 4       | Міліца Новакович       | Сербія     | 1:53.535 | FA       |
| 3     | 5       | Жоана Васконселос      | Португалія | 1:54.407 | FA       |
| 4     | 7       | Ізабель Контрерас      | Іспанія    | 1:55.905 | FB       |
| 5     | 3       | Франциска Відмер       | Швейцарія  | 1:57.125 | FB       |
| 6     | 8       | Ваніна Паолетті        | Франція    | 1:57.817 | FB       |
| 7     | 2       | Александра Міхалашвілі | Болгарія   | 1:58.149 | FB       |
| 8     | 1       | Дарія Будуская         | Ізраїль    | 2:00.993 | x        |
| 9     | 9       | Дженніфер Іган-Сіммонс | Ірландія   | 2:02.693 | x        |

### Фінал
| Місце | Доріжка | Байдарочник            | Країна     | Час      | Примітки |
| ----- | ------- | ---------------------- | ---------- | -------- | -------- |
| 1     | 6       | Емма Єргенсен          | Данія      | 1:49.494 |          |
| 2     | 4       | Аліда Дора Ґажо        | Угорщина   | 1:49.642 |          |
| 3     | 2       | Міліца Новакович       | Сербія     | 1:50.892 |          |
| 4     | 7       | Аннамарія Говорчинович | Хорватія   | 1:51.512 |          |
| 5     | 3       | Меліна Андерссон       | Швеція     | 1:51.612 |          |
| 6     | 5       | Катаржина Колодзейчик  | Польща     | 1:51.944 |          |
| 7     | 1       | Анежка Палудова        | Чехія      | 1:52.395 |          |
| 8     | 8       | Пауліна Ягч            | Німеччина  | 1:53.041 |          |
| 9     | 9       | Жоана Васконселос      | Португалія | 1:53.613 |          |

| Місце | Доріжка | Байдарочник            | Країна    | Час      | Примітки |
| ----- | ------- | ---------------------- | --------- | -------- | -------- |
| 10    | 5       | Марія Повх             | Україна   | 1:52.302 |          |
| 11    | 2       | Ваніна Паолетті        | Франція   | 1:52.650 |          |
| 12    | 3       | Агата Фантіні          | Італія    | 1:53.152 |          |
| 13    | 7       | Шпела Янич             | Словенія  | 1:53.340 |          |
| 14    | 4       | Ізабель Контрерас      | Іспанія   | 1:54.787 |          |
| 15    | 8       | Александра Міхалашвілі | Болгарія  | 1:55.763 |          |
| 16    | 6       | Франциска Відмер       | Швейцарія | 1:55.795 |          |
| 17    | 1       | Хіляль Авчі            | Туреччина | 1:57.633 |          |
| 18    | 9       | Марія Вірік            | Норвегія  | 1:58.133 |          |